# Bunny All at Sea
Bunny All at Sea è un cortometraggio muto del 1912 diretto da George D. Baker e Larry Trimble.

## Produzione
Il film fu prodotto dalla Vitagraph Company of America.

## Distribuzione
Distribuito dalla General Film Company, il film - un cortometraggio in una bobina - uscì nelle sale cinematografiche statunitensi il 18 ottobre 1912 mentre nel Regno Unito fu distribuito il 16 gennaio 1913.